# Saddlebunch Keys

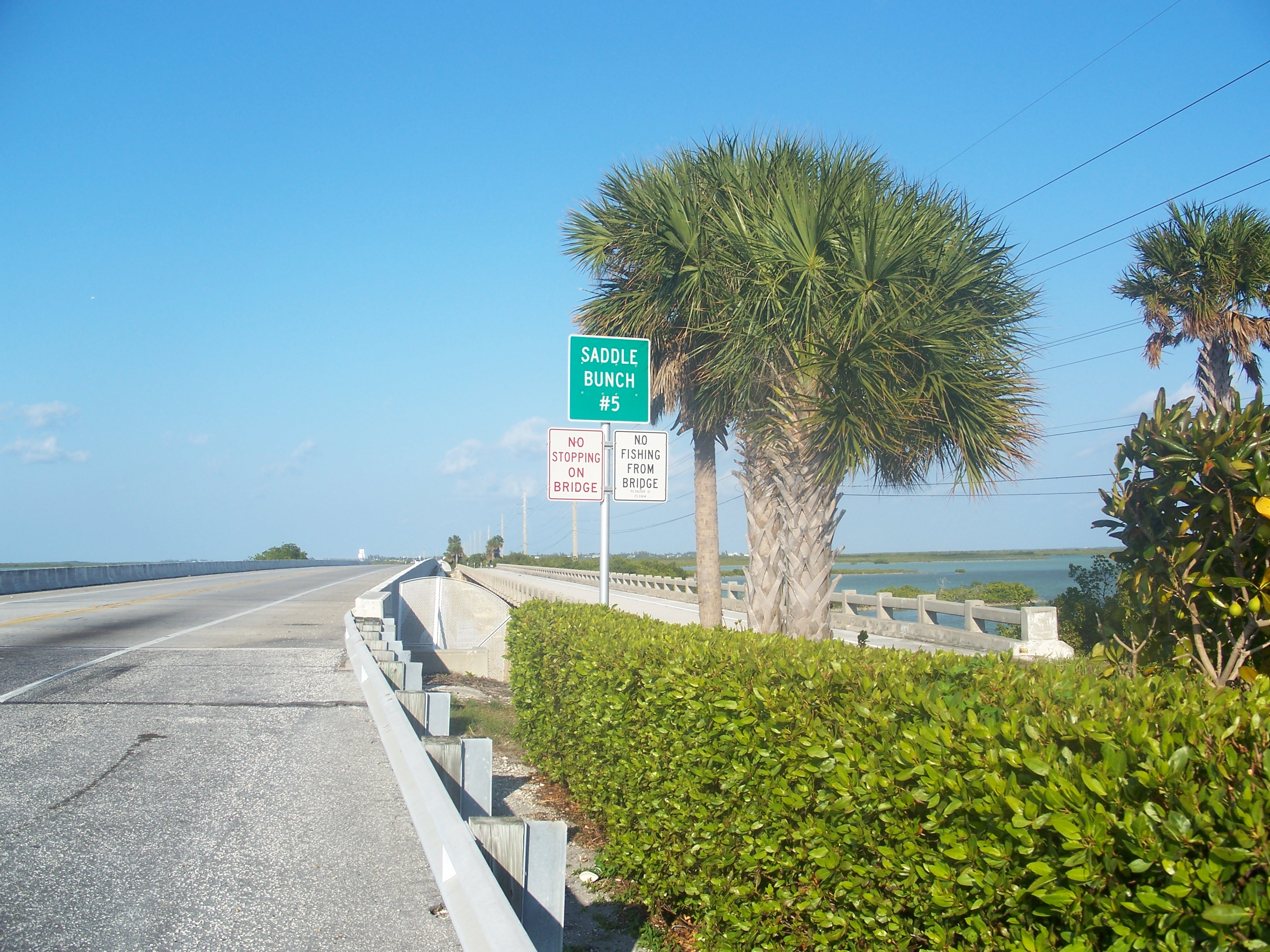
Brücke am Saddle Bunch Nummer 5

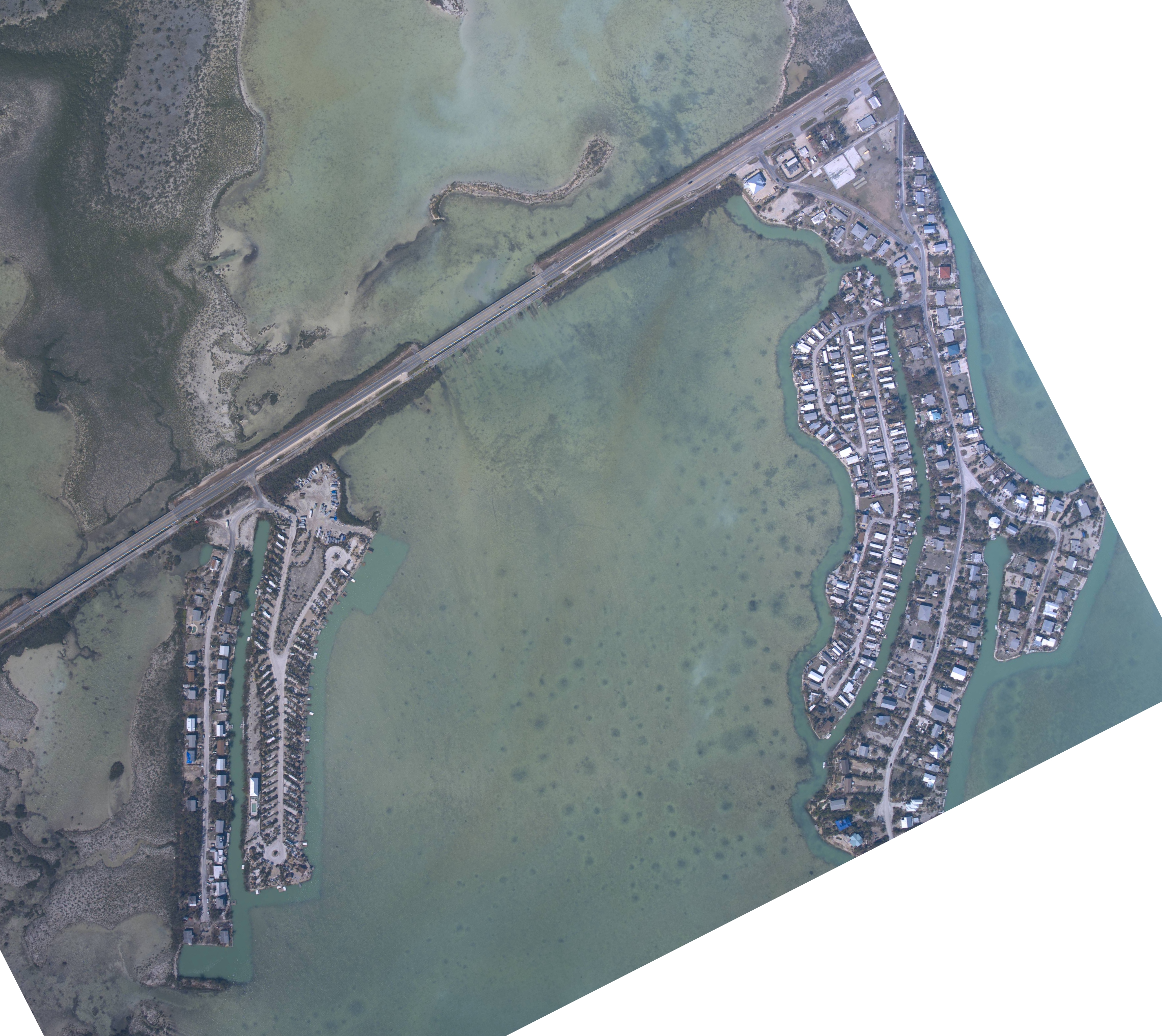
Luftbild der Saddlebunch Keys

Die Saddlebunch Keys sind eine Gruppe von Mangroveninseln 13,4 km östlich von Key West. Hauptinsel ist Saddlebunch Key.

## Lage
Die Inseln liegen verteilt zwischen Lower Sugarloaf Key im Osten und Shark Key und Big Coppitt Key im Westen. Der U.S. Highway 1 (oder auch Overseas Highway) überquert einige der Inseln bei MM 11.5-15.

## Orte
Die Bevölkerung von insgesamt 510 verteilt sich auf zwei Orte. Im Osten der Gruppe liegt auf der Hauptinsel der Ort Bay Point, mit einer Bevölkerung von 432. Der zweite Ort ist Bluewater Key, mit 78 Einwohnern. Beide Orte liegen südlich des U.S. Highway 1. Die Wohngebäude des Bluewater Key befinden sich im westlichen Teil des Bluewater Key, während der östliche Teil, vom Wohngebiet durch den Blue Canal getrennt, durch den Campingplatz Bluewater Key RV Resort mit 81 Wohnwagenstellplätzen eingenommen wird. Im Norden des Saddlebunch Key liegt eine große Sendeanlage der amerikanischen Marine (Naval Radio Transmitter Facility, Saddlebunch Key).